# Ernest Gevers
Ernest Jules Henri Jean Marie Gevers (Amberes, 28 de agosto de 1891-Ixelles, 23 de julio de 1965) fue un deportista belga que compitió en esgrima, especialista en la modalidad de espada. Participó en dos Juegos Olímpicos de Verano en los años 1920 y 1924, obteniendo dos medallas, plata en Amberes 1920 y plata en París 1924.

## Palmarés internacional
| Juegos Olímpicos | Juegos Olímpicos  | Juegos Olímpicos | Juegos Olímpicos   |
| Año              | Lugar             | Medalla          | Prueba             |
| ---------------- | ----------------- | ---------------- | ------------------ |
| 1920             | Amberes (Bélgica) | Medalla de plata | Espada por equipos |
| 1924             | París (Francia)   | Medalla de plata | Espada por equipos |